# Гриценко, Павел Ефимович
Па́вел Ефи́мович Грице́нко (укр. Павло Юхимович Гриценко; 23 сентября 1950) — советский и украинский языковед, доктор филологических наук, профессор, директор Института украинского языка НАН Украины.

## Биография
Родился 23 сентября 1950 года в с. Матроска Измаильского района Измаильской области (сегодня Одесская область, Украина).
Исследует украинский диалектный язык, проблемы взаимодействия диалектов и литературного языка, типологии и связей славянских диалектных систем, теории лингвистической географии, диалектной текстологии и текстографии, истории языкознания. Соавтор «Общеславянского лингвистического атласа», вып. 3, 4а, 4б, 5, 6, 8 (1994—2009).
Инициировал исследование говоров Чернобыльской зоны. Руководит подготовкой базы Словаря украинских диалектов.
Член международных комиссий при Международном комитете славистов (комиссия «Общеславянского лингвистического атласа» и комиссия этнолингвистики), член редколлегии «Общеславянского лингвистического атласа».

## Научные труды
Автор свыше 400 публикаций по украинскому и славянскому языкознанию.

### Книги
- Проблеми сучасної ареалогії / Інститут української мови АН України ; Редколегія: Відповідальний редактор Павло Юхимович Гриценко. — К.: Наукова думка, 1994. — 341 с.
- Ареальне варіювання лексики / Інститут мовознавства ім. О. О. Потебні АН УРСР. — К.: Наукова думка, 1990. — 269 с.
- Моделювання системи діалектної лексики. Інститут мовознавства ім. О. О. Потебні АН УРСР. — К.: Наукова думка, 1984. — 227 с.

### Статьи
- Феномен диалектного явления: онтология и гносеология // Исследования по славянской диалектологии. 17. — М., 2015. — С. 9-59.
- Загальнослов’янський лінгвістичний атлас — новий етап дослідження слов’янських мов // Вісник НАН України. — 2014. — № 6. — С. 21-30.
- Українська мова в Росії ХІХ — початку ХХ ст.: шляхи утвердження // Українська ідентичність і мовне питання в Російській імперії: спроба державного регулювання (1847—1914). Збірник документів і матеріалів. — К., 2013. — С. XXXIX-LII.
- Часова і просторова інтерпретація лексики слов’янських діалектів: сторінками монографії профессора Я. Сятковського // Rocznik Slawistyczny. — Том 62. — С. 175—182.